# Tessy Thomas

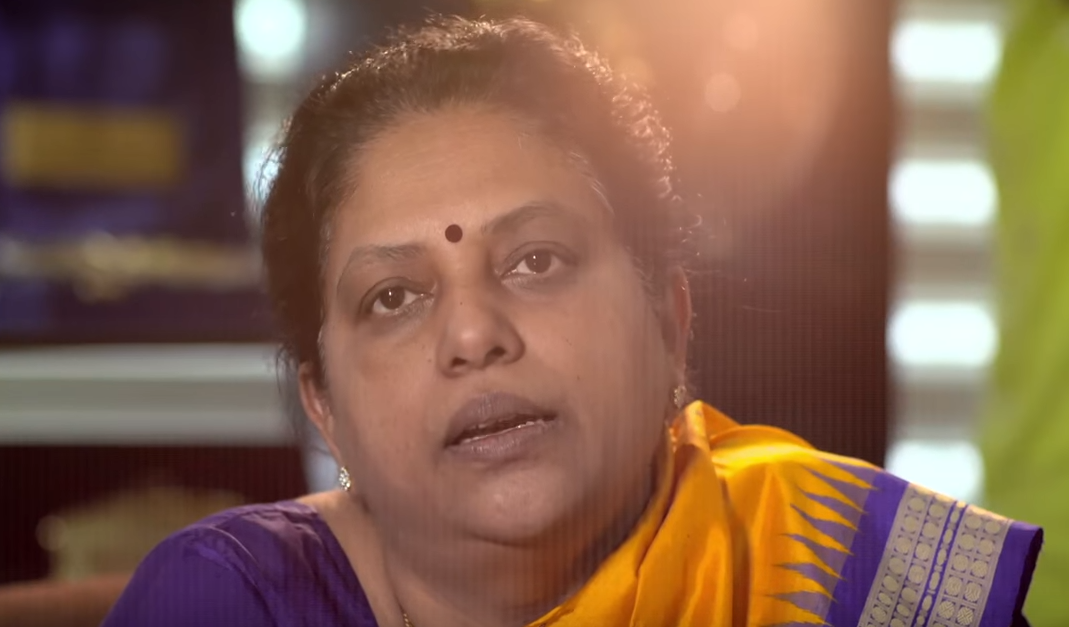
Tessy Thomas (2016)

Tessy Thomas  (* April 1963 in Alappuzha) ist eine indische Wissenschaftlerin und Generaldirektorin der Raumfahrtabteilung der Forschungsorganisation des indischen Militärs DRDO.

## Jugend
Tessy Thomas wurde im April 1963 in Alappuzha im südindischen Bundesstaat Kerala geboren als Tochter einer syrisch-christlichen Familie. Sie wurde nach Mutter Teresa in der Koseform Tessy benannt. Die Angaben über die berufliche Tätigkeit ihres Vaters sind widersprüchlich, so soll er Beamter der indischen Forstbehörde, Kleinunternehmer oder Buchprüfer gewesen sein. Als Thomas 13 Jahre alt war, erlitt ihr Vater einen Schlaganfall, der zu einer Halbseitenlähmung rechts führte. Ihre Mutter, die eigentlich Lehrerin war, musste in dieser schwierigen Situation zur Versorgung der Familie zu Hause bleiben.
Thomas wuchs in der Nähe der indischen Weltraumbasis „Thumba Rocket Launching Station“ auf und berichtete später, dass ihre Faszination für Raketen und Flugkörper hier ihren Anfang genommen habe.
Thomas hat vier Schwestern und einen Bruder. Sie betonte in Interviews, wie wichtig es ihren Eltern gewesen sei, dass ihre Kinder eine gute Ausbildung erhielten. Sie hätten ihren sechs Kindern immer Mut gemacht, ihren eigenen Interessen folgend Berufe zu wählen, in denen sie sich hervortun konnten. Zwei ihrer Geschwister wurden Ingenieure, eines Ökonom.
Thomas machte ihre Heimatstadt und ihre Mutter für ihren erfolgreichen Lebensweg verantwortlich: „Ich wuchs mit den großartigen Kanälen von Kerala als meinem Revier auf. Ich vermute, die Natur gibt dir Stärke und gute Gedanken. Die Kraft der Natur kann gar nicht ohne Einfluss sein auf die eigene Entwicklung.“ Über ihre Mutter sagte sie, „Es muss sehr hart gewesen sein für sie, dass sie nicht arbeiten durfte, weil sich um uns kümmern musste. Also sorgte sie dafür, dass ihre fünf Töchter und ihr Sohn eine gute Ausbildung bekamen … Ich habe sicher ihren starken Willen geerbt. Ich bin so ausdauernd und entschlossen wie meine Mutter.“

## Ausbildung
Tessy Thomas besuchte die St. Michael's Higher Secondary School und St. Joseph's Girl's Higher Secondary School in Alappzuha. Sie hatte einen natürlichen Zugang zu Mathematik und Physik. Bei den Prüfungen während der 11. und 12. Klasse erreichte sie in den naturwissenschaftlichen Fächern mehr als 95 %, in Mathematik immer die höchstmögliche Punktzahl.
Sie nahm einen monatlichen Bildungskredit bei der State Bank of India auf, um ihr Ingenieur-Studium am Government Engineering College in Thrissur aufnehmen zu können. Außerdem erhielt sie als eine der 10 Jahrgangsbesten ein Stipendium, welches die Studiengebühren abdeckte. So war es ihr möglich, während des Bachelor-of-Technology-Studiums in einem Studentenwohnheim zu leben.
Sie erwarb einen Master of Technology zum Themenbereich Lenk-Flugkörper beim Institute of Armament Technology (heute: Defence Institute of Advanced Technology) in Pune. Es folgte ein betriebswirtschaftliches Masterstudium zu Organisation-Management und eine Promotion zur Ph.D. wieder zu Lenk-Flugkörpern bei der Defence Research and Development Organisation (DRDO).
Während ihrer Schul- wie College-Zeit nahm Thomas auch an Veranstaltungen außerhalb ihres Fachbereichs teil, darunter auch zu politischen Themen. Sie erzielte für ihre Hochschule herausragende sportliche Erfolge vor allem im Badminton.

## Karriere
1988 erhielt sie eine Anstellung bei der DRDO in der Abteilung für die Entwicklung einer neuen Generation ballistischer Raketen unter der Projektbezeichnung Agni, für das sie vom Leiter des Raketenprogramms Dr. A. P. J. Abdul Kalam, dem späteren indischen Präsidenten, ausgewählt wurde.
Tessy Thomas wurde stellvertretende Projektdirektorin für die Entwicklung der Agni-III, einer Rakete mit einer Reichweite von 3000 km. Bei der Konstruktion der Agni-IV, die 2011 erfolgreich getestet wurde, zeichnete sie als Projektdirektorin verantwortlich. 2009 wurde Tessy Thomas auch mit dem Projekt Agni-V betraut, einer Mittelstreckenrakete mit 5000 km Reichweite. Der Flugkörper wurde am 19. April 2012 erfolgreich getestet. 2018 wurde sie als erste Frau Generaldirektorin der Raumfahrtabteilung der DRDO.
Sie ist Mitglied vieler renommierter akademischer Gremien wie der Indian National Academy of Engineering (INAE), der Institution of Engineers-India (IEI) und des Tata Administrative Service (TAS).

## Privatleben
Sie ist mit Saroj Kumar verheiratet, einem Kommandeur der indischen Marine. Sie haben einen Sohn namens Tejas.

## Ehrungen
Tessi Thomas erhielt 2012 den Lal Bahadur Shastri National Award für ihren Beitrag zur Unabhängigkeit Indiens auf dem Gebiet der Raketentechnologie.

## Veröffentlichungen
- Tessy Thomas: Guidance Scheme for Solid Propelled Vehicle during Atmospheric Phase. In: Defence Science Journal. 55. Jahrgang, Nr. 3, 1. Juli 2005, S. 253–264, doi:10.14429/dsj.55.1987 (englisch, gov.in).
- R. Sudhakar, M. Venkanna, B. V. Papa Rao, Tessy Thomas: Prediction of Real Gas and Non-Equilibrium Effects in the Gas Dynamics of Canister Launch Missile. In: 30th International Symposium on Ballistics. 0. Jahrgang, Nr. 0, 2017 (dpi-proceedings.com).
- Online Trajectory Reshaping for a Launch Vehicle to Minimize the Final Error Caused by Navigation and Guidance – ProQuest. In: search.proquest.com. Abgerufen am 21. Januar 2018 (englisch).
- Quality Assessment of High Strength Metallic Rocket Motor Casings – A Non Destructive Testing Approach. In: 2015 International Journal of Engineering Development and Research. 3. Jahrgang, Nr. 4 (ijedr.org [PDF]).
- Shrikant Ghogale, M. Venkanna, B. V. Papa Rao, Tessy Thomas: Developmental Challenges during Realization of High Progressivity Rocket Motor. In: 30th International Symposium on Ballistics. 0. Jahrgang, Nr. 0, 2017 (dpi-proceedings.com).

## Quellnachweise
1. 1 2  M Somasekhar:  Tessy Thomas elevated as D-G Aero of DRDO In: The Hindu Business Line, 29. Mai 2018 (englisch).
2. ↑  Profile of Dr.Tessy Thomas
3. 1 2 3 4 5 6 7   ‘We watched breathlessly, praying for inner strength as the missile took off’ In: The Telegraph. Abgerufen am 20. Januar 2018
4. 1 2 3 4 5 6 7  DD News: Tejasvini: Interaction with Tessy Thomas, The Missile Women of India auf YouTube, 9. Oktober 2016, abgerufen am 25. Februar 2024 (Laufzeit: 23:18 min).
5. ↑  Sowmya Aji:  India's Missile Woman: Tessy Thomas In: India Today, 28. April 2012 (englisch).
6. ↑  Pallava Bagla:  The 'missile woman' behind India's new ICBM In: BBC News, 20. April 2012
7. 1 2  Atul Vidyalaya: Atul Vidyalaya - Speech - Agni Putri - Dr.Tessy Thomas, Missile Woman of India - 2015 auf YouTube, 4. Januar 2016, abgerufen am 25. Februar 2024 (Laufzeit: 13:15 min).
8. ↑  Pallav Bagla: The 'missile woman' behind India's new ICBM. BBC Online, abgerufen am 21. April 2012.
9. ↑  INDIA SCIENCE NEWS ISN: Tessy Thomas.mp4 auf YouTube, 9. Februar 2013, abgerufen am 25. Februar 2024 (Laufzeit: 4:03 min).
10. 1 2   Tessy Thomas – The First Indian Woman Scientist to Head a Missile Project in India (Memento des Originals vom 30. März 2019 im Internet Archive) In: Be An Inspirer, 22. Dezember 2016. Abgerufen am 20. Januar 2018 (englisch).  Info: Der Archivlink wurde automatisch eingesetzt und noch nicht geprüft. Bitte prüfe Original- und Archivlink gemäß Anleitung und entferne dann diesen Hinweis.
11. ↑   Dr. Tessy Thomas. Abgerufen am 20. Januar 2018 (englisch).
12. ↑   In Love With Rocket Science: The Story of Tessy Thomas, India's Missile Woman In: The Better India, 30. November 2017. Abgerufen am 20. Januar 2018 (englisch).
13. ↑  Smt. Tessy Thomas is first woman scientist to head missile project, 22.04.2012 (Memento des Originals vom 22. April 2012 im Internet Archive)  Info: Der Archivlink wurde automatisch eingesetzt und noch nicht geprüft. Bitte prüfe Original- und Archivlink gemäß Anleitung und entferne dann diesen Hinweis.
14. ↑  'Agni Putri' Tessy Thomas breaks glass ceiling (Memento des Originals vom 19. April 2012 im Internet Archive)  Info: Der Archivlink wurde automatisch eingesetzt und noch nicht geprüft. Bitte prüfe Original- und Archivlink gemäß Anleitung und entferne dann diesen Hinweis.
15. ↑  https://web.archive.org/web/20130917090903/http://www.iwsa.net/BullJan09final.pdf Meet India's "Missile Woman", September 2008
16. ↑   Scientist honoured for work on Agni missile tech. Abgerufen am 2. Oktober 2012
17. ↑   ‘Missile woman’ Tessy Thomas conferred Shastri award, 2. Oktober 2012

| Personendaten    | Personendaten                                     |
| ---------------- | ------------------------------------------------- |
| NAME             | Thomas, Tessy                                     |
| KURZBESCHREIBUNG | indische Wissenschaftlerin und Raumfahrtmanagerin |
| GEBURTSDATUM     | April 1963                                        |
| GEBURTSORT       | Alappuzha                                         |